# Namgyal Lhamo
Namgyal Lhamo, (Lhásza, 1956 –) tibeti énekesnő. Hollandiában, Utrechtben él.
Fiatalon szökött el hazájából. Hamar megmutatkozott énekesi tehetsége. Nepálban, majd Indiában élt, ahol a dalai láma által a tibeti hagyományok megőrzésére alapított művészeti iskolában tanult operát és más műfajokat előadni, énekelni. Éveken át volt tagja a TIPA-nak (Tibetian Institut of Performing Arts), ahol a hagyományos tibeti zenei kultúrával foglalkozott.

## Lemezek
- Voices from Tibet (with Gang Chenpa: Papyros, MWCD5005, Music & Words, 2000)
- Songs from Tibet (Papyros MWCD5010, Music & Words, 2005)
- Pure (Silk Road, 2007)
- The Enchanted Land (Silk Road, 2007)
- Anthology, 2008
- Highland Supernova, 2009
- An Anthology of Tibetan Songs CD (2013)
- Om Mani Padme Hum (?)
- Musical Offering 1 – An Anthology of Tibetan Songs; Papyros, Music & Words (2014)